# Rutger Raitz

Wapen van Rutger Raitz

Rutger Raitz (III.) (onbekend - 1369 †) was een stadsridder uit de veertiende eeuw en is bekend van zijn veldtochten naar Pruisen. 
Hij stamde uit een Keuls patriciërsgeslacht. Zijn grootvader was ridder en vocht in 1288 in de slag bij Woeringen; hij was burgemeester van de vrije rijksstad Keulen en namens de stad gezant bij paus Johannes XXII in Avignon. Zijn vader was ridder en burgemeester van de rijksstad Keulen.
Gedurende zijn 43 dienstjaren nam Raitz deel aan 32 winterveldtochten naar Pruisen en met de ridders van de Duitse Orde aan 3 zomerveldtochten naar Lijfland tegen de heidense Litouwers. Op een van zijn tochten werd hij onderweg van Pruisen naar Lijfland op de Strandweg tussen de grensrivier Heiligen AA en de Lijflandse stad Hansenpoth door heidense Samogieten overvallen. Op de terugreis van een andere tocht raakte hij op zee in noodweer en moest terugkeren naar Pruisen. Behalve deze twee voorvallen door Heraut Gelre in zijn ererede  beschreven, wordt Raitz in vijf andere reisrekeningen genoemd. Driemaal in dienst van graaf Willem van Holland en Henegouwen, op de tochten van 1336-1337, 1343-1344 en de tocht van 1344-45 waar hij samen wordt genoemd met zijn broers Dietrich en Heinrich. Eenmaal in dienst van Jan van Blois op de tocht van 1362-1363 en nog eenmaal in het Wapenboek Belleville in de tocht van 1357-1358. Net als de landadel in die tijd ondernam Raitz ook Pruisentochten op eigen kosten. 
Hij stierf in 1369 in de slag om Aerden nabij Calais. Hij moet toen ongeveer 60 jaar geweest zijn en een van de oudste deelnemers.

## Trivia
- Als men alle expedities van Raitz bij elkaar optelt beslaat het een afstand van tweemaal om de aarde. Raitz legde de afstanden per paard af, een enkele keer per Hanzeschip.
- Er is geen andere ridder bekend die meer veldtochten heeft ondernomen dan Rutger Raitz.